# Tram ATAC: motrici SOCIMI
I tram serie 9000 dell'ATAC di Roma sono una serie di vetture tranviarie articolate, bidirezionali, a pianale parzialmente ribassato.

## Storia
Derivate dal prototipo Socimino milanese, le vetture della serie 9000, costruite dalla Socimi di Milano nel suo stabilimento di Binasco, vennero costruite per gestire la nuova linea tranviaria 225, inaugurata per i Mondiali del 1990.
La prima unità, numerata 9001, venne consegnata il 7 aprile 1990; inizialmente era prevista una serie di 60 unità, ma la loro produzione si interruppe nella primavera 1992 quando ne erano state consegnate soltanto 33, a causa del dissesto finanziario della SOCIMI.
Tre di queste unità (9030, 9032 e 9033) furono poi accantonate prematuramente per poter ricavare pezzi di ricambio per le altre vetture. 
In seguito l'ATM di Milano, che aveva rilevato lo stabilimento SOCIMI di Binasco, riuscì a completare la costruzione di altri 8 tram, consegnati ad ATAC nel corso del 2004. e numerati da 9034 a 9041.
Nell'estate 1990 le motrici SOCIMI iniziarono il loro servizio regolare sul 225, ma ben presto il loro impiego si estese anche alle altre linee della rete, in particolare alla 30/.
Nel 1998 poi, essendo le uniche vetture bidirezionali in quel momento disponibili, vennero tutte destinate alla nuova linea 8, prima tramvia romana dotata di un capolinea "tronco", ma già dalla fine del 1999, furono progressivamente rimpiazzate dai nuovi e più capienti Jumbotram Fiat Roma-1 e Roma-2.

Dal 2000 le SOCIMI vennero quindi assegnate quasi esclusivamente alla nuova linea 3, nata come prolungamento del 30/, dove rimasero per circa 10 anni, anche nel periodo in cui il servizio tramviario su questa linea era limitato da vari cantieri.
L'arrivo delle ultime unità ritardatarie e le vicissitudini della linea 3, permisero la ridistribuzione di questi tram anche sulle altre linee, specialmente sul 2 (ex-225) dove tornarono protagonisti. 
Tuttavia, non essendo ormai più utilizzabili come vetture bidirezionali, i SOCIMI scomparvero anche dalla linea 2 a partire dal 2010, quando l'anello di Piazzale Flaminio venne trasformato in capolinea tronco.
Da allora questi mezzi sono pertanto impiegati esclusivamente sulle linee 5, 14 e 19 (oltre a qualche apparizione molto sporadica anche sul 3).

## Caratteristiche

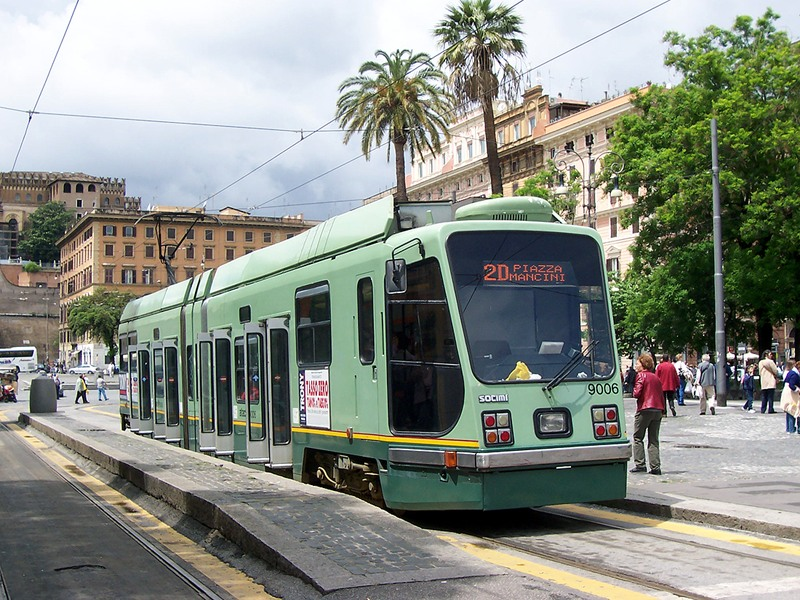
Vettura 9006 in livrea a due toni di verde, a P.za Risorgimento nel Maggio 2010, in servizio sull'effimera linea 2D

Le vetture Socimi furono progettate sulla base delle specifiche UNIFER in uso all'epoca per i mezzi tranviari a pianale ribassato; esse hanno pertanto due carrelli motori d'estremità di tipo tradizionale, e un carrello portante centrale di tipo innovativo a ruote indipendenti. A differenza del progetto proposto dalla Stanga, il carrello portante non sostiene una classica “Giostra Urbinati”, bensì una piccola cassa centrale di lunghezza molto ridotta.

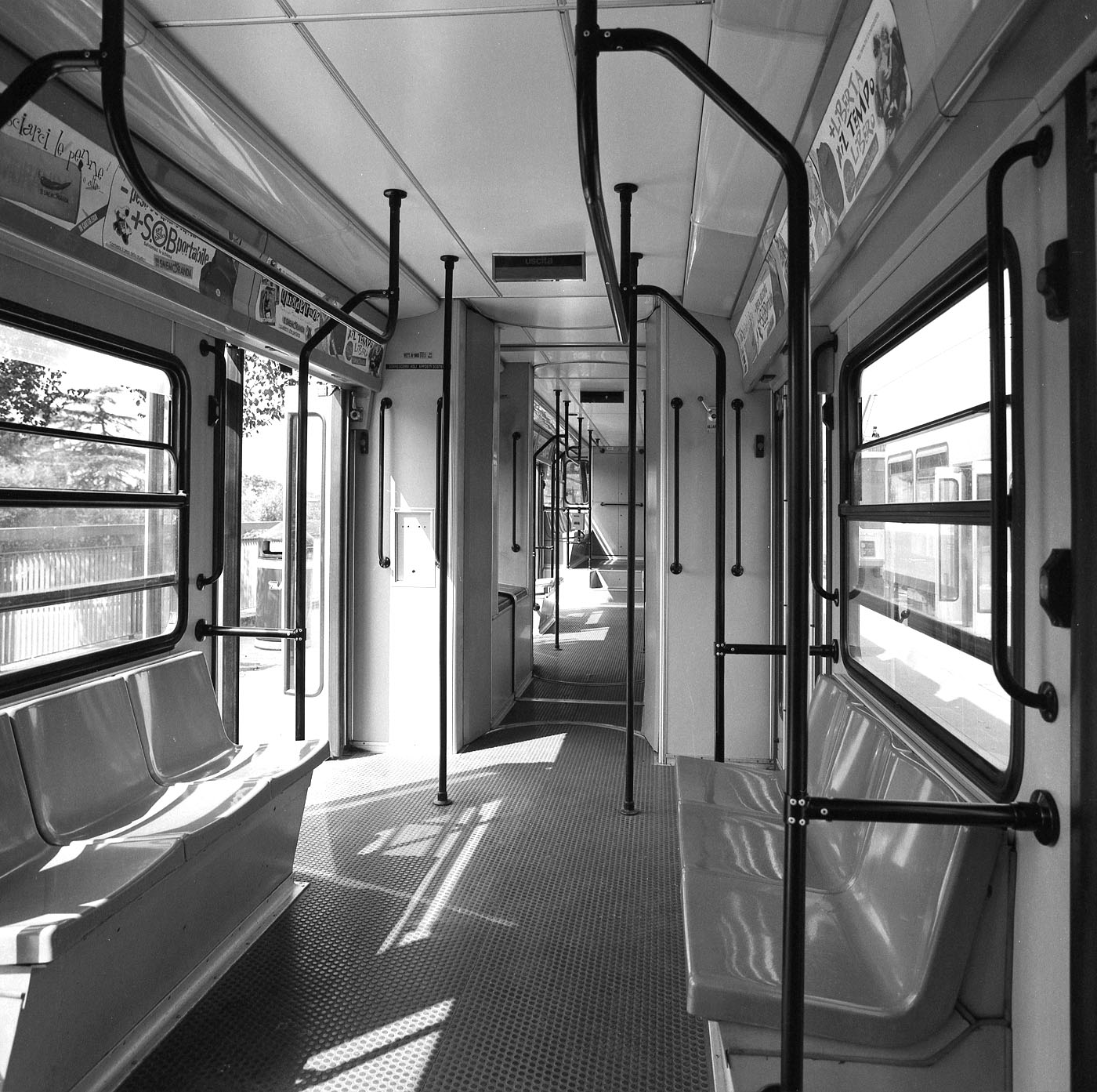
Parte interna di un tram SOCIMI

Insieme alle 5000 torinesi, le 9000 romane sono le uniche vetture derivate direttamente dai prototipi 4500 Stanga e 2800 Fiat realizzati negli anni ottanta.
Un altro elemento di novità fu la scelta di un veicolo bidirezionale, dopo decenni in cui in tutte le reti italiane tradizionali viaggiavano solo tram monodirezionali. Infatti inizialmente era previsto che la nuova linea 225 avesse un capolinea tronco, che tuttavia non fu realizzato, a favore di un classico anello di ritorno. L'equipaggiamento elettrico, realizzato dalla AEG, fu del tipo a frazionatore.
La cassa fu costruita in lega leggera; il disegno estetico fu firmato da Roberto Segoni.

## Livree e curiosità
Le vetture entrarono in servizio nella classica livrea “arancio ministeriale”, con una banda orizzontale in grigio chiarissimo. Da metà degli anni 2000 hanno ricevuto una nuova livrea a due toni di verde, ispirata alla livrea storica portata dai tram italiani fra gli anni trenta e gli anni settanta.
Già dai primi anni del nuovo millennio, tutti i tram vennero dotati di nuovi indicatori di linea moderni di tipo luminoso.
Le 8 unità consegnate nel 2004 hanno esordito già con questa livrea e caratteristiche.